# Granite Pillars
Granite Pillars är en bergstopp i Antarktis. Den ligger i Östantarktis. Nya Zeeland gör anspråk på området. Toppen på Granite Pillars är 539 meter över havet.
Terrängen runt Granite Pillars är kuperad åt nordväst, men åt sydost är den platt. Terrängen runt Granite Pillars sluttar österut.  Trakten är obefolkad. Det finns inga samhällen i närheten.